# Palla (genre)
Pour les articles homonymes, voir Palla.
Genre
Palla est un genre d'insectes lépidoptères de la famille des Nymphalidae et de la sous-famille des Charaxinae qui résident en Afrique.

## Liste des espèces
- Palla decius (Cramer, [1777])
- Palla publius Staudinger, 1892
- Palla ussheri (Butler, 1870)
- Palla violinitens (Crowley, 1890)